# Informe per al comissari
Informe per al comissari (títol original en anglès: Report to the Commissioner) és una pel·lícula estatunidenca dirigida per Milton Katselas, estrenada el 1975. Ha estat doblada al català.

## Argument
Per agradar al seu pare, Beauregard Lockley, anomenat «Bo», ha entrat a la policia en el seu lloc del seu germà, mort al Vietnam. D'aparença dèbil i introvertit, es burlen immediatament d'ell els seus col·legues. La seva primera missió consisteix a vigilar una parella de camells, Patty i Henderson. Patty és en realitat un policia infiltrat en els medis de la droga. Com que ningú no ha previngut el jove, té lloc un drama i revela irregularitats policíaques.

## Repartiment
- Michael Moriarty: Bo Lockley
- Yaphet Kotto: Richard 'Crunch' Blackstone
- Susan Blakely: Patty Butler
- Hector Elizondo: Capità D'Angelo
- Tony King: Thomas 'Stick' Henderson
- Michael McGuire: Tinent Hanson
- Edward Grover: Capità Strichter
- Dana Elcar: Cap Perna
- Bob Balaban: Joey Egan
- William Devane: Asst. D.A. Jackson
- Stephen Elliott: Comissionat de la policia
- Richard Gere: Billy

## Al voltant de la pel·lícula[calcitació]
- Richard Gere (aleshores a l'inici de la seva carrera) fa una aparició en aquest film.